# TOCビル
TOCビル（テーオーシービル）は、株式会社テーオーシーが経営し、東京都品川区西五反田7丁目に位置する、商業施設・コンベンションセンター等の複合施設である。
五反田TOC（ビル）とも呼ばれる。なお、TOCとは「東京卸売センター（Tokyo Oroshiuri Center）」の略称である。

## 施設概要
星製薬工場跡地に建設された地下3階地上13階の建造物で、落成当時は日本最大の容積率であった。事務所・ショールームとして貸し出されている部分、飲食店舗や小売店舗群、展示ホール、貸し会議室等からなる。
飲食店や小売店舗群は主に下層階および地下街に位置する。また、13階の展示ホールはバーゲン会場や展示会場、私立大学の入学試験における校外受験会場や新司法試験の受験会場などとして用いられる。中層階にはショールームや卸売業の店舗、事務所等が多く入居している。その他、資格試験予備校、郵便局、診療所など入居する施設は様々である。屋上にはゴルフ練習場（フタバゴルフガーデン）の他、神社（「氷川神社」）がある。テーオーシー本社も入居する。
1983年には、車寄せのあった部分にTOCビルの建て増しにあたる「フロントビル」を竣工。
第2TOCビルから第5TOCビルも周囲に存在する。敷地内には星薬科大学発祥の地を記念する石碑がある。
2016年1月、首都高速2号目黒線を挟んだ北西側にコンベンションセンター「TOC五反田メッセ」を開設したが、2022年4月に営業を終え建物は撤去された。
- 地下3階地上13階建て、延べ床面積174,013.32m2。
- 展示場・会議室（全8室）、最も広い「グランドホール」は延べ床面積5,236.72m2。
- 駐車場 750台

### 主要入居店舗
飲食店約25店舗、小売店約60店舗。営業時間・休業日は店舗等によって異なる。

#### 飲食店
- SUBWAY
- エクセルシオールカフェ
- とんかつ和幸

#### 小売り店舗
- ユニクロ - 都内最大級の店舗が、2010年（平成22年）4月23日にリニューアルオープン。
- アカチャンホンポ
- ナチュラルローソン
- ABCマート
- ダイソー
- キャンドゥ - かつてはショップ99が入居していた。
- ORIHICA
- コクミン
- ユザワヤ
- ベルメゾンアウトレット
- ハニーズ

## アクセス

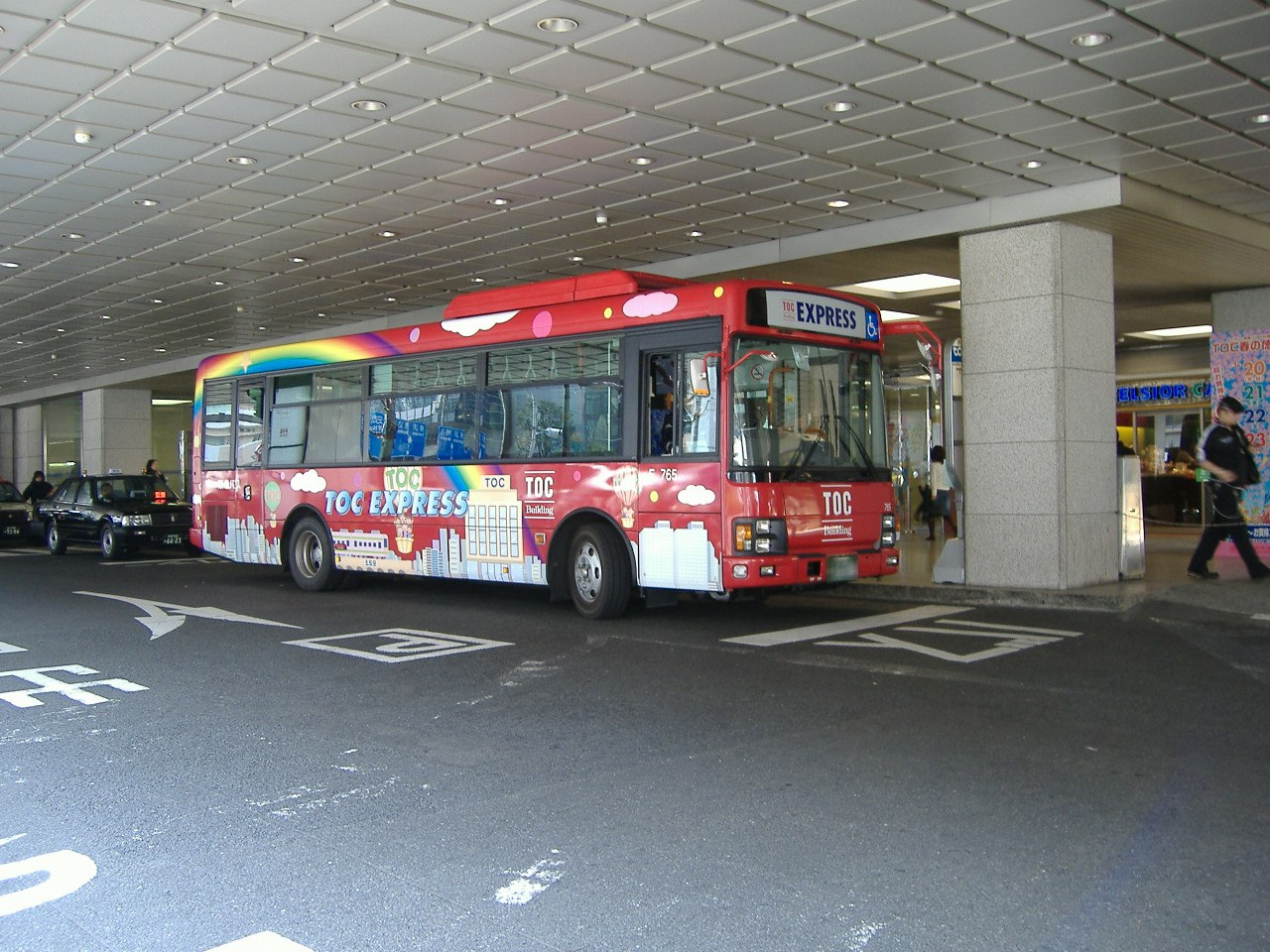
シャトルバス「TOCエキスプレス」

- 五反田駅（山手線・都営地下鉄浅草線・東急池上線） - 徒歩8分
- 大崎広小路駅（東急池上線） - 徒歩5分
- 不動前駅（東急目黒線） - 徒歩6分
- 大崎駅（山手線・埼京線・湘南新宿ライン・東京臨海高速鉄道りんかい線） - 徒歩15分
- 年末年始を除く平日の午前8時から午後8時まで、五反田駅から無料シャトルバスが8分間隔で運行されている。（東急バスに委託）
- 国道1号（第二京浜、桜田通り）、首都高速2号目黒線に面している。

## 再開発
2021年（令和3年）8月、株式会社テーオーシーはTOCビルの建て替えに関して、地上30階、地下3階、高さ約150 m、延床面積約276,000 m2の新TOCビルを建設することを発表した。当初は2023年（令和5年）春頃に解体着工、2027年（令和9年）春に竣工予定となっていたものの、2022年（令和4年）9月13日に建て替え計画の6か月から1年程度の延期が発表された。
この建て替え計画に伴いTOCビルは2024年（令和6年）3月31日をもって一旦閉館したが、同年4月9日にテーオーシーは、建築費高騰及びビル賃貸市況に鑑み、計画を見直さざるをえなくなり、現在のビルをリニューアルした上で同年9月頃にビル賃貸及び催事事業を再開し、再開発自体は新たな着工時期を2033年（令和15年）頃に後ろ倒しすると発表した。